# Mistagogia

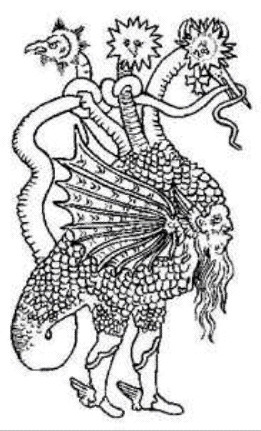

Mistagogia (gr. μυσταγογέω, μυσταγογία od μύστης 'wtajemniczony' i άγω 'prowadzić') – pojęcie religijne oznaczające wprowadzanie w misterium – duchową tajemniczą rzeczywistość. W chrześcijaństwie jest ona określana jako wtajemniczenie chrześcijańskie.

## Mistagogia a katechumenat
Termin „mistagogia” był początkowo w użytku greckich religii misteryjnych. W świeckim znaczeniu, mówiono o przewodniku oprowadzającym po mieście, że jest mistagogiem. Nie występował w literaturze chrześcijańskiej przed IV w., choć traktowała ona o rzeczywistości określanej później przez to pojęcie.  Na przełomie IV/V w. mistagogią nazwano wprowadzanie katechumena w misterium wiary i zbawienia.
W Kościele starożytnym cały proces inicjacji kandydatów do chrztu w chrześcijaństwo zwany katechumenatem miał charakter mistagogii. Jednak szczególnym, właściwym etapem poświęconym mistagogii były katechezy pochrzcielne dla neofitów, zwane katechezami mistagogicznymi. 
Mistagogia prowadzi niewierzących do wiary w tajemnicę Chrystusa i Jego Misterium paschalne, przechodząc od tego, co widzialne, do tego, co niewidzialne, od znaku do tego, co on oznacza, od "sakramentów" do "misteriów". Nie można wprowadzić w to misterium samym nauczaniem. Nie jest ono bowiem zbiorem prawd. Chrześcijańskim misterium jest Osoba Jezusa Chrystusa, a zadaniem mistagogii jest pomóc w poznaniu tej Osoby i oddaniu Jej swego życia. Ten proces wzrostu dokonuje się we wspólnocie Kościoła. Kościół katolicki kładzie większy nacisk na mistagogię od czasu reform Soboru watykańskiego II.
Na najstarsze pisemne wzmianki o mistagogii natrafiono w liście Klemensa Aleksandryjskiego do Teodora z przełomu II i III w. n.e. w kontekście Ewangelii św. Marka i gnostyckiej tzw. Tajemnej Ewangelii Marka.

## Sakramenty wtajemniczenia chrześcijańskiego
Powracając do tradycyjnej mistagogii chrześcijańskiej, Ogólne wprowadzenie do odnowionych po Soborze watykańskim II obrzędów chrztu dzieci, ponownie, jak w pierwszych wiekach, a także podobnie jak w praktyce Kościołów prawosławnych łączy trzy sakramenty: Chrzest, Bierzmowanie i Eucharystię, nazywając je sakramentami „wtajemniczenia chrześcijańskiego”. Przyjmowanie ich w tej właśnie kolejności ma prowadzić przez wiarę do wtajemniczenia w misterium paschalne: „doprowadzają do pełnej dojrzałości wyznawców Chrystusa, którzy w Kościele i w świecie pełnią posłannictwo właściwe całemu ludowi chrześcijańskiemu”. Neofici najpierw we chrzcie „zostają odrodzeni z wody i Ducha Świętego (por. J 3,5) i stają się nowym stworzeniem”. Następnie „dokładniej upodobniają się do Chrystusa i napełniają Duchem Świętym”, następnie „uczestnicząc w zgromadzeniu eucharystycznym, przyjmują Ciało Syna Człowieczego i piją Jego Krew, aby otrzymać życie wieczne (por. J 6,55) i wyrażać jedność ludu Bożego”.
W posynodalnej adhortacji Sacramentum Caritatis 64 papież Benedykt XVI mówił o konieczności prowadzenia w parafiach drogi mistagogicznej, która skupiałaby się na trzech elementach: wprowadzaniu wiernych w historię zbawienia, objaśnianiu znaków zawartych w obrzędach liturgicznych i sakramentach, oraz uczeniu wiązania tych obrzędów z codziennym życiem chrześcijańskim.